# 하루야마 미사키
하루야마 미사키(일본어: 晴山 岬, 2001년 6월 30일~)는 일본의 축구 선수이다.

## 구단 경력
그는 2020년 J2리그의 FC 마치다 젤비아에 입단했다. 2022년 J3리그의 FC 이마바리로 임대 이적했다. 8월 FC 마치다 젤비아로 복귀했다.